# Tinamou vermiculé
Crypturellus undulatus
Espèce
Répartition géographique
Statut de conservation UICN

 LC  : Préoccupation mineure
Le Tinamou vermiculé (Crypturellus undulatus) ou tinamou ondulé, une espèce d'oiseau appartenant à la famille des Tinamidae.

## Répartition
Selon la classification de référence du Congrès ornithologique international (15.1, 2025) :
- Crypturellus undulatus manapiare Phelps, WH & Phelps, WH Jr, 1952 — vallée du río Ventuari (Venezuela) ;
- Crypturellus undulatus simplex (Salvadori, 1895) — Guyana et nord de l'Amazonie ;
- Crypturellus undulatus yapura (von Spix, 1825) — ouest de l'Amazonie ;
- Crypturellus undulatus adspersus (Temminck, 1815) — confluence des rios Madeira et Tapajós ;
- Crypturellus undulatus vermiculatus (Temminck, 1825) — Cerrado et Pantanal ;
- Crypturellus undulatus undulatus (Temminck, 1815) — du sud-est du Pérou au nord de l'Argentine.